# Callopistria ferruginea
Callopistria ferruginea là một loài bướm đêm trong họ Noctuidae.